# Triphosa moniliferaria
Triphosa moniliferaria är en fjärilsart som beskrevs av Charles Oberthür 1893. Triphosa moniliferaria ingår i släktet Triphosa och familjen mätare. Inga underarter finns listade i Catalogue of Life.